# Művészméhek
A művészméhek (Megachilidae)  az ízeltlábúak (Arthropoda) törzsének a rovarok osztályának a hártyásszárnyúak (Hymenoptera) rendjébe és a fullánkosdarázs-alkatúak (Apocrita) alrendjébe tartozó család mintegy 4000, a 2020-as évek elejéig leírt fajjal.

## Származásuk, elterjedésük
Az Antarktisz kivételével minden kontinensen megtalálhatók.
Legfontosabb hazai nemzetségeik:
- a faliméhek (Osmia),
- a művészméhek, szabóméhek és kőművesméhek (Megachile),
- a pelyhesméhek (Anthidium) és
- a fészekélősködő kakukkméhek (Coelioxys).

## Megjelenésük, felépítésük
Testük a poszméhekénél (Bombus sp.) kevésbé szőrös. 
Nyelvük (az alsó állkapocs módosult alkotója, 'glossa') mérete alapján a hosszúnyelvű méhek közé sorolhatók; ez teszi alkalmassá őket a pillangós- (Fabaceae/Papilionaceae) és ajakos virágú (Labiatae/Lamiaceae) növények speciális virágainak beporzására, illetve ezek nektáriumainak elérésére. Rágóik erősek
Jellemző gyűjtőkészülékük a potroh hasi oldalán található „haskefe”, amely a kültakaró szőrképlete.

## Életmódjuk, élőhelyük
A fajok többsége magányosan él. A párzás után az utódokról csak a nőstény gondoskodik, tehát ő készít fészket a petéknek. Laza társas kapcsolatra sem törekszenek, bár a bölcsőnek alkalmas helyek közelsége (például egy nádtetőben vagy rovarszállóban) közel hozhatja őket egymáshoz (Vásárhelyi).
Ivadékbölcsőik lehetnek idegen járatok, elhagyott csigaházak vagy növényi szárak — ezeket a rágóikkal „kivagdalt” levéldarabokkal és egyéb, a külvilágban gyűjtött anyagokkal bélelik. Fészkeiket előszeretettel bélelik a molyhos ökörfarkkóró szőreivel.
Számos termesztett növény fontos megporzói.